# 래리 조 캠벨
래리 조 캠벨(Larry Joe Campbell, 1970년 11월 29일 ~ )은 미국의 배우, 희극인이다.

## 출연 작품

### 영화
- 킬러스 (2010) - 피트 데넘 역
- R.I.P.D.: 알.아이.피.디. (2013) - 머피 경감 역
- Teacher of the Year (2014) - 마브 콜린스 역

### 텔레비전
- 어코딩 투 짐 (2001-09)
- 9-1-1: 론 스타 (2022)